# Percy Jones
Percy Jones (3 dicembre 1947) è un bassista gallese.
È stato membro dei Brand X dal 1974 al 1980. Ancora oggi compie sporadiche apparizioni quando la band si riunisce, come nel tour Rebranded, del 1999.
Attualmente è bassista nel gruppo Jazz-fusion Tunnels, insieme con il batterista John O'Reilly Jr e al midivibist Marc Wagnon.
Il tratto che lo ha reso famoso, insieme ad uno stile caratteristico, è l'uso del basso Wal fretless, cioè senza tasti. Inoltre si contraddistingue per il suo stile detto "mano morta", che gli consente di affrontare fill particolarmente difficili e intricati.